# Abendstudio
Le programme Abendstudio a été créé en 1948 par l'écrivain Alfred Andersch à la Hessischer Rundfunk, qui s’appelait à l'époque Radio Francfort. La série d'émissions était sous-titrée « Les courants de la culture moderne ». Elle était considérée comme le plus avant-gardiste des programmes nocturnes de l'ARD. 
La rédaction d'Abendstudio souhaitait à la fois transmettre des contenus novateurs  et contribuer au développement de genres radiophoniques comme le « Hörfolge », le précurseur du « Radio-Feature » (documentaire radiophonique). Outre des entretiens et des discussions, le programme comprenait des reportages, des lectures d’auteurs et des pièces radiophoniques.
Parmi les auteurs connus d'Abendstudio, on trouvait des écrivains renommés comme Siegfried Lenz et Hans Magnus Enzensberger, ainsi que des philosophes, en particulier des représentants de l’École de Francfort comme Adorno et Habermas.
L’émission été supprimée en septembre 2003 lors d'une réforme des programmes, au profit d'une série d’entretiens.

## Les chefs de l'Abendstudio
- Alfred Andersch (1948–1954)
- Heinz Friedrich (1954–1956)
- Adolf Frisé (1956–1962)
- Hans Heinz Holz (1962–1964)
- Gert Kalow (1964–1986)
- Peter Kemper (1986–2003)